# 元侯 (蔡)
元侯（げんこう、生年不詳 - 紀元前451年）は、春秋時代の蔡の君主。声侯の子で、声侯の後を受けて蔡国の君主となった。在位6年。